# Movimento Giovani Padani
Il Movimento dei Giovani Padani è stato il movimento politico giovanile della Lega Nord.

## Storia
Il Movimento dei Giovani Padani nacque a Milano nel 1991.
Al 2017, il Movimento Giovani Padani contava circa 3.000 iscritti dai 13 e 30 anni. L'iscrizione al partito di riferimento non era obbligatoria, ma fortemente consigliata. La realtà numericamente più forte era la Lombardia, seguita da Veneto e Piemonte.
Dopo che negli anni della segreteria Salvini si erano formati gruppi giovanili affiliati al MGP nell'Italia centrale e meridionale (in Campania, Abruzzo, Lazio, Molise e Basilicata), nel 2018 il Movimento dei Giovani Padani venne ribattezzato Lega Giovani, per adeguarsi alla nuova prospettiva nazionale del partito.

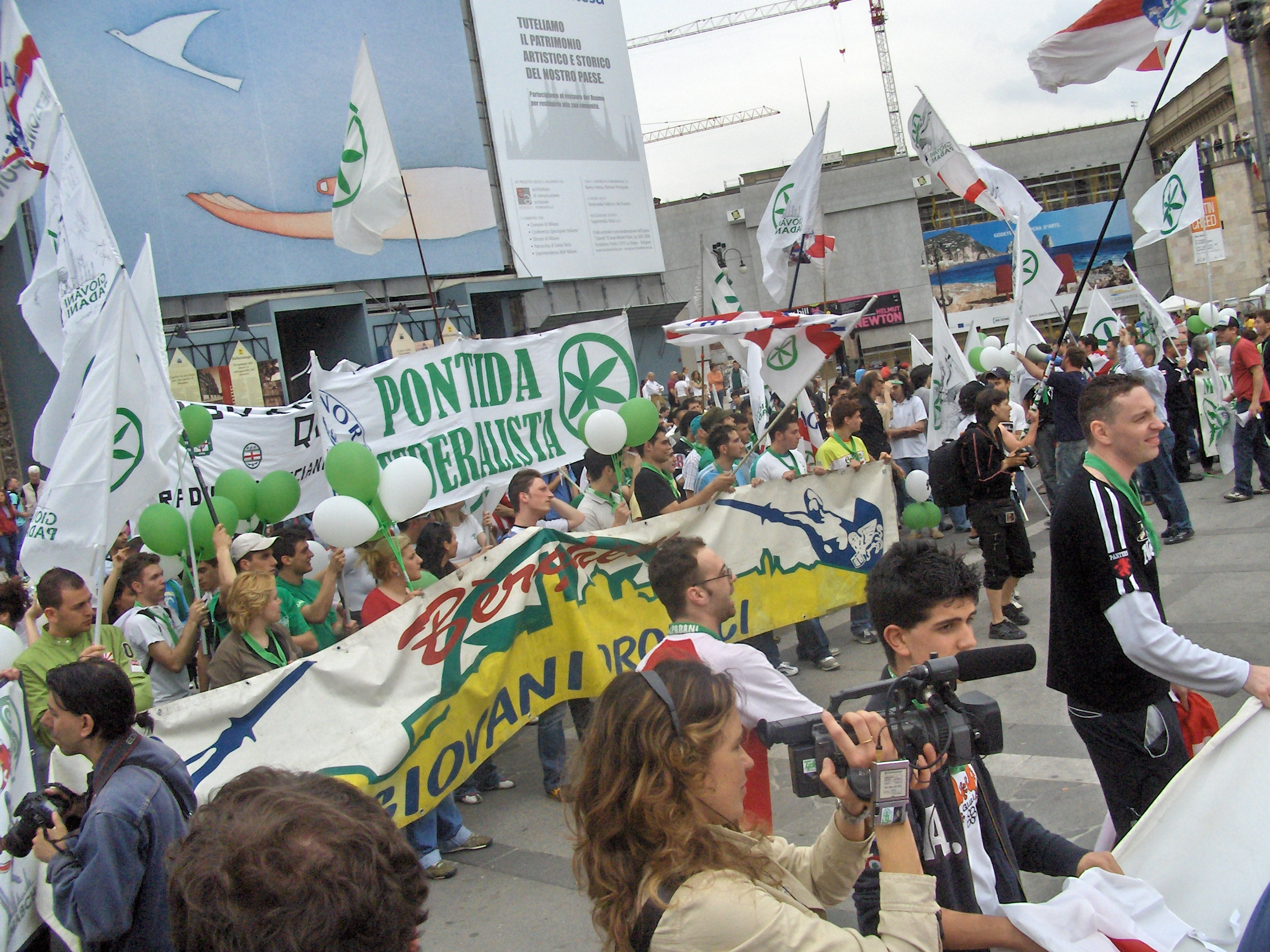
Una manifestazione del Movimento Giovani Padani

## Struttura e organizzazione
Il Movimento Giovani Padani aveva una propria struttura organizzata su base territoriale e gerarchica, ad ogni modo indipendente da quella del movimento politico principale, la Lega Nord, nonostante ne seguisse a grandi linee lo schema. Le figure di riferimento prendevano il nome di coordinatori, ai vari livelli (federale, nazionale, provinciale e cittadino). Lo schema seguito era formato da 3 macro aree: I Gruppi cittadini - la macro area più sviluppata del Movimento dei Giovani Padani - Il coordinamento provinciale - uno per ogni provincia, che si occupava di gestire e coordinare tutti i gruppi cittadini del determinato territorio - e il Coordinamento nazionale che controllava tutti i coordinamenti provinciali ed era a stretto contatto con il coordinamento della Lega Nord.

### Coordinamento federale
Il livello più alto era quello federale, costituito dai coordinatori nazionali e da una rappresentanza elettiva . Questo gruppo di persone era detto coordinamento federale ed era presieduto dal Coordinatore Federale (attualmente Luca Toccalini), eletto in assemblea da tutti i soci militanti della Lega Nord che non abbiano compiuto il 31º anno di età. Lo scopo del coordinamento federale era essenzialmente quello di curare i rapporti con la segreteria federale della Lega Nord, stabilire la linea politica, e organizzare gli avvenimenti più importanti, nonché poi trasmettere le decisioni prese ai coordinamenti nazionali, che a loro volta le dovevano notificare ai coordinatori provinciali. Erano membri del coordinamento federale, su nomina del coordinatore federale, il coordinatore federale del Movimento Universitario Padano (Alessandro Verri), il coordinatore federale dei Giovani Amministratori Padani (Lorenzo Gasperini), il coordinatore del Movimento Studentesco Lorenzo Bonardi e il coordinatore della struttura comunicativa Alessandro Pansera.

### Movimenti ed entità giovanili collaterali
Al Movimento dei Giovani Padani facevano capo le seguenti entità collegate: Movimento Studentesco Padano, Movimento Universitario Padano e Giovani Amministratori Padani:
Il Movimento Studentesco Padano (M.S.P.) era un movimento studentesco che si rivolgeva ai ragazzi delle scuole superiori. La sua organizzazione riprendeva quella del movimento principale (coordinamenti provinciali, nazionali, federali). Il Movimento Universitario Padano (M.U.P.) era invece formato dai membri appartenenti al M.G.P. iscritti e frequentanti facoltà accademiche. Infine i Giovani Amministratori Padani (G.A.P.) raggruppavano i membri del M.G.P. che ricoprivano cariche istituzionali come sindaci, assessori, consiglieri comunali, provinciali o regionali.

### Coordinatori federali

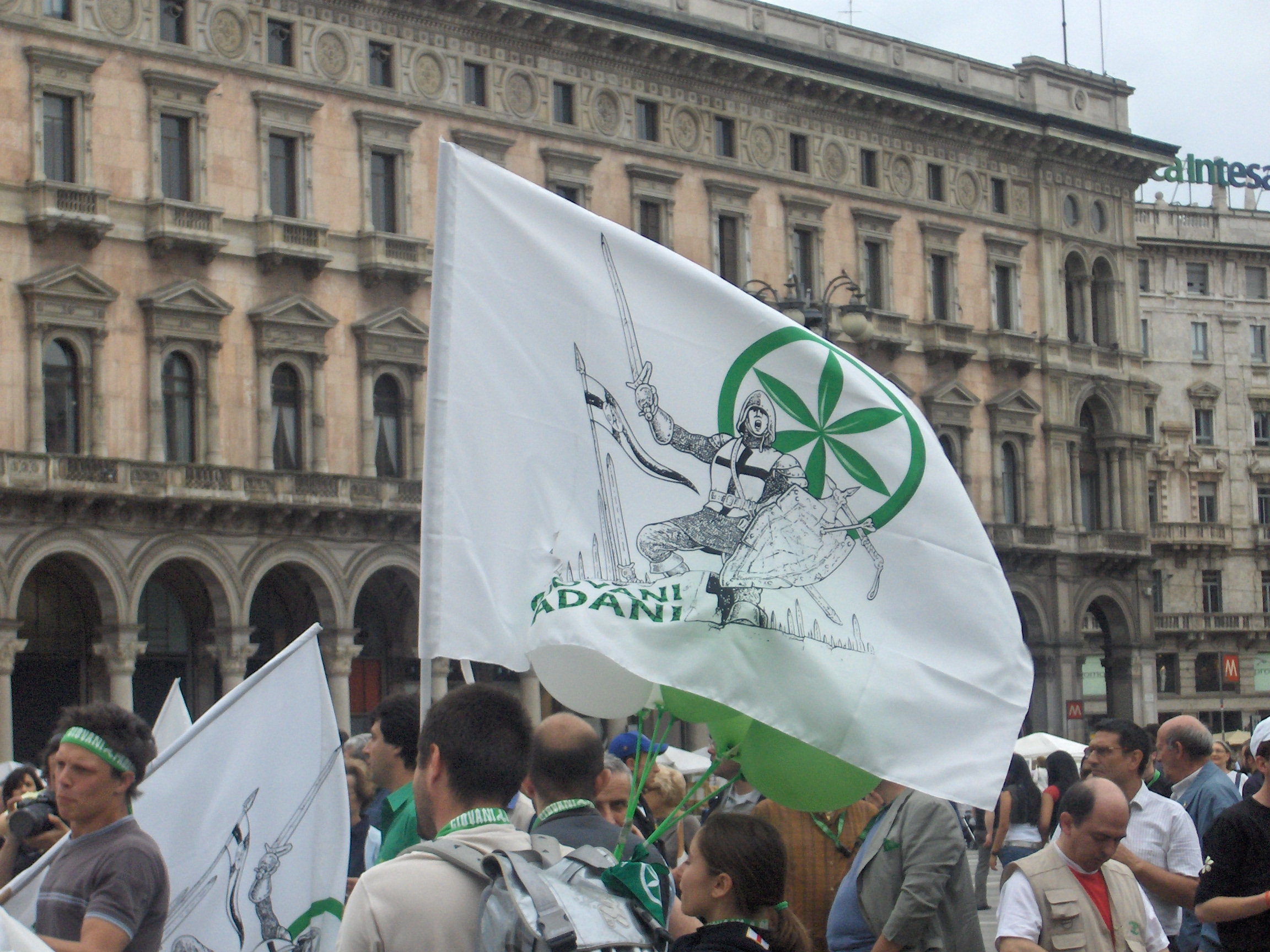
La bandiera del Movimento Giovani Padani durante una manifestazione a Milano

- Massimiliano Romeo (1994 – 1997)
  - Max Loda (ad interim, 1997)
- Matteo Salvini (1998 – 2002)
- Paolo Grimoldi (2002 – 2011)
- Lucio Brignoli (2011 – 2013)
- Matteo Mognaschi (2013 – 2015)
- Andrea Crippa (2015 – 2018)

## Simbologia
Simbolo del Movimento Giovani Padani era un soldato medievale in piedi su un muretto dietro al quale si possono notare le spade sguainate e i vessilli di un esercito pronto a combattere. Il soldato impugna anch'egli la spada sguainata nella mano destra, mentre con la sinistra regge uno scudo già provato dalla battaglia; il suo abbigliamento è quello comune in molte rappresentazioni del guerriero medievale: di rilievo la croce che porta dipinta sul pettorale. Il soldato è ricorrente nella simbologia della Lega Nord e ricorda l'emblematica figura di Alberto da Giussano, il condottiero che si narra abbia guidato vittoriosamente le truppe della Lega Lombarda nella Battaglia di Legnano del 1176.
Questa simbologia marziale, secondo le intenzioni del Movimento, non vuole inneggiare alla guerra, bensì dovrebbe rappresentare l'immagine della vittoria dei popoli oppressi contro chi detiene il potere. Completa il simbolo del movimento il Sole delle Alpi di colore verde, vessillo della Padania.
Questo simbolo ha iniziato ad essere meno utilizzato dopo il revisionismo interno ideologico della Lega, con il passaggio dal settentrionalismo al nazionalismo, per poi andare definitivamente in disuso dopo la trasformazione del MGP in Lega Giovani.